# جيف شيبرد
جيف شيبرد (بالإنجليزية: Geoff Shepherd)‏ هو طيار أسترالي، ولد في 24 يناير 1952 في بريزبان في أستراليا.